# Emilio Jacinto

Emilio Jacinto

Emilio Jacinto (Manilla, 15 december 1875 - 16 april 1899), was een Filipijns revolutionair. Hij staat bekend als de Brains of the Katipunan.

## Biografie
Emilio Jacinto werd geboren op 15 december 1875 in Trozo, Manilla. Zijn ouders waren Mariano Jacinto, een boekhouder en Josefina Dizon, een vroedvrouw. Ze waren van eenvoudige komaf en hadden moeite om rond te komen. Door financiële ondersteuning van zijn oom Jose Dizon werd Emilio in staat gesteld te studeren. Hij behaalde eerst zijn bachelor of arts aan het Colegio de San Juan de Letran en volgde aansluitend een studie rechten aan de University of Santo Tomas. In tegenstelling tot zijn jaargenoten Manuel Quezon, Sergio Osmeña en Juan Sumulong sloot Jacinto zich in 1894 onder de schuilnaam Pingkian (ontvlambare) aan bij de ondergrondse revolutionaire beweging Katipunan.
Jacinto was een belangrijke steunpilaar voor Bonifacio, de leider van de Katipunan. Hij was zijn adviseur en schreef het handboek voor Katpunanleden (artilya ng Katipunan). Ook vervulde hij diverse functies in de organisatie. Zo was hij secretaris, jurist en redacteur en schrijver voor de Kalayaan, de krant van Katipunan. Jacinto schreef een bundel politieke en sociale getinte essays getiteld Liwanag at Dilim (Licht en donker). Ander proza van zijn hand was Ang Kasalanan ni Cain (De misdaad van Kaïn), Pagkatatag Ng Pamahalaan Sa Hukuman Ng Silangan (Stichting van de regering van de rechterlijke macht van het Oosten), Samahan ng Bayan Sa Pangangalakal (Commerciële vereniging van het volk), Ang Anak Ng Bayan (De zoon van het volk) en Pahayag (Manifest).
Toen de Filipijnse revolutie in 1896 uitbrak stopte hij definitief met zijn studie en vocht hij met de Katipunan tegen de Spanjaarden. Na een eerste aanval op een Spaans garnizoen in San Juan del Monte, waarbij veel Katipunanleden omkwamen, vocht hij verder in de provincie Laguna. Het was daar, in de gemeente Santa Cruz, dat hij het gedicht A La Patria (Aan mijn vaderland) schreef. Voor dit gedicht, dat wordt beschouwd als zijn meesterwerk, heeft hij zich waarschijnlijk laten inspireren door Ultimo Dias, van de Filipijnse nationale held José Rizal. In februari 1898 raakte hij gewond aan zijn dij. Hij werd gevangengenomen, maar korte tijd alweer vrijgelaten, omdat de Spanjaarden ten onrechte dachten dachten met een voor hen opererende spion te maken te hebben. Na zich enige tijd schuil te hebben gehouden in Manilla, trok hij weer naar Laguna om daar verder te vechten. In 1899 liep hij echter malaria op en op 16 april 1899 overleed op 23-jarige leeftijd aan de gevolgen daarvan in Magdalena, Laguna. In eerste instantie werd hij begraven op het Manila North Cemetery. In de jaren ’70 werd zijn stoffelijk overschot overgebracht naar het Himlayang Pilipino Memorial Park in Quezon City. Jacinto stond ook afgebeeld op het oude 20 centavo muntstuk en het 20-peso biljet dat van 1949 tot 1969 in omloop was.